# Whippet (tank)
De Whippet is een lichte Britse tank uit de Eerste Wereldoorlog.

## Achtergronden
De Britten hadden vanaf 1915 de eerste tank ter wereld, de Mark I, erg haastig ontwikkeld. De operationele ervaringen met het nieuwe voertuig maakten zijn vele tekortkomingen al snel pijnlijk duidelijk. Sommige daarvan konden ten dele verholpen worden door het bestaande ontwerp wat aan te passen. Maar twee fouten leken structureel ingebakken: een hoge prijs en een zeer lage snelheid. Er was dus behoefte aan een lichte tank die doorbraken kon uitbuiten en goedkoop te produceren was. Op 3 oktober 1916 deed tijdens een vergadering met Albert Stern (de directeur van het Tank Supply Department), William Tritton van William Foster & Co. Ltd. te Lincoln, de fabrikant van de Mark I - en een man die daarom binnenkort geridderd zou worden - een voorstel voor de ontwikkeling van een prototype. Op 10 november werd dat aanvaard en op 25 november gaf het War Office zijn fiat. De feitelijke constructie begon op 21 december.

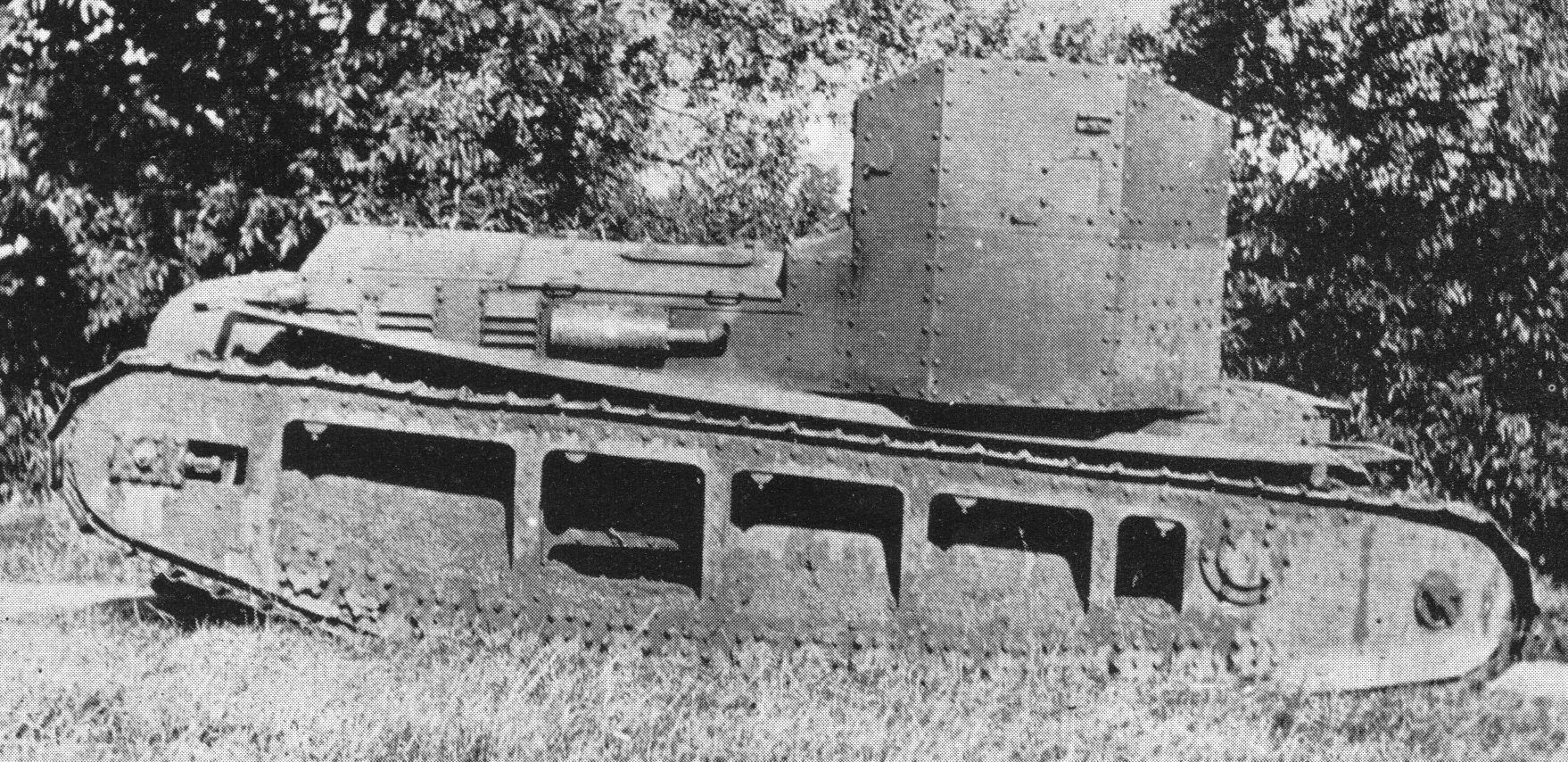
Het prototype van de Whippet

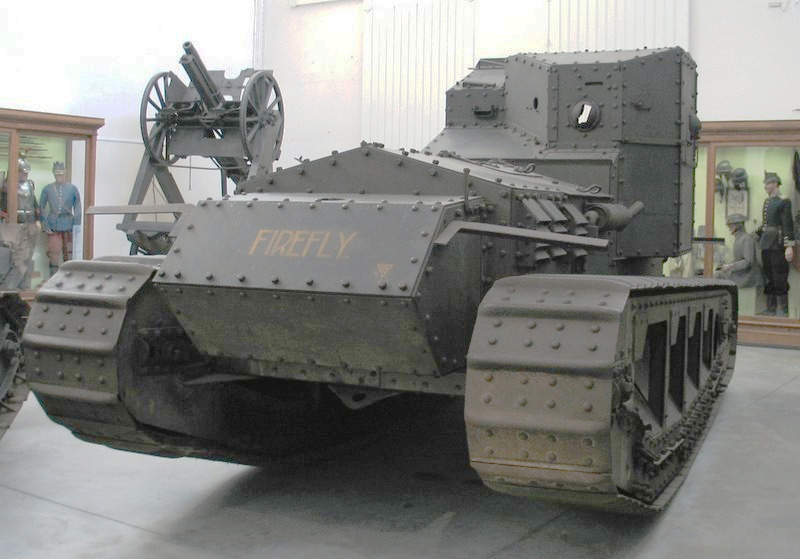
Mark A Whippet in het Koninklijk Museum van het Leger en de Krijgsgeschiedenis te Brussel (29 jan 2005). Het gaat hier om tank A347 Firefly van F-bataljon, B-compagnie die op 17 augustus 1918 werd uitgeschakeld

## Beschrijving
Op 3 februari 1917 was het prototype voltooid van wat toen Tritton's Light Machine of de Tritton Chaser heette. Om de besturing zo simpel mogelijk te houden, was eerst gekozen voor een systeem waarbij de chauffeur eenvoudigweg naar keuze een van beide rupsbanden afremde. Men ontdekte dat daarbij erg veel energie verloren ging. De gewenste hoge snelheid kon alleen goedkoop bereikt worden door twee Tylor 45pk JB4 dubbeldekkerbusmotoren te installeren, een voor iedere rupsband. Toen bleek dat men ook kon sturen door de ene motor meer gas te geven dan de andere. Men bracht daarop beide functies onder in één stuurwiel, dat zowel de benzinetoevoer naar beide motoren regelde als de remmen activeerde, iets wat in theorie erg praktisch leek, maar in de praktijk erg theoretisch bleef. Bij het draaien zetten de meeste chauffeurs aan één kant de motor maar liever helemáál uit, dan het risico te lopen een van de eigen soldaten te pletten als men de relatieve aandrijving fout zou inschatten. Overigens kon de tank ook nog (zij het zeer langzaam) aangedreven worden als een van beide motoren uitviel, want de transmissie stond toe de kracht over beide rupsbanden te verdelen, door een gekoppelde aandrijving met een maximale overdracht van 12 pk (die zelfs normaal was bij het gewoon rechtdoorrijden, omdat anders de chauffeur iedere fluctuatie in motorvermogen had moeten compenseren).
Het motorgedeelte nam het voorste twee derde deel van het precies twintig voet lange voertuig in beslag. Het loopwerk was vrijwel onveranderd overgenomen van het allereerste tankprototype, "Little Willie", met 16 loopwielen per rups. Daarachter bevond zich de gevechtsruimte, boven op de transmissie. Een nieuwigheid was een koepel (van hetzelfde type dat voor de Austin pantserwagen gebruikt werd) met machinegeweer.
Het prototype deed, samen met testvoertuigen van het Mark II type, op 3 maart 1917 mee aan de grote tankwedstrijddag te Oldbury en werd op 4 maart, op aandringen van Douglas Haig, de Britse opperbevelhebber in Frankrijk, aanvaard voor productie met een bestelling van 200 voertuigen, het eerste exemplaar te leveren uiterlijk op 31 juli. De officiële aanduiding was Tank, Medium, Mark A. Al snel werd een praktischer en meer aansprekende naam bedacht (de overlevering schrijft dit toe aan sir William zelf), die verwees naar de verhoopte snelheid: Whippet ofwel: hazewindhond. Die naam komt nu wat potsierlijk over, als we leren dat de maximumsnelheid een volle 12 km/u was. Zelfs voor die tijd was dat niet bijzonder snel; de op het oog zo logge Franse St Chamond was niet langzamer. Hoewel tegenwoordig bijna iedere bron de tank als "licht" aanduidt, was de officiële benaming eigenlijk veel juister. Bij de productie-exemplaren werd de bepantsering verhoogd van negen naar veertien millimeter, wat het gewicht op 14 ton bracht. Voor zijn tijd was het dus gewoon een middelzware tank, niet lichter dan de Franse Schneider.

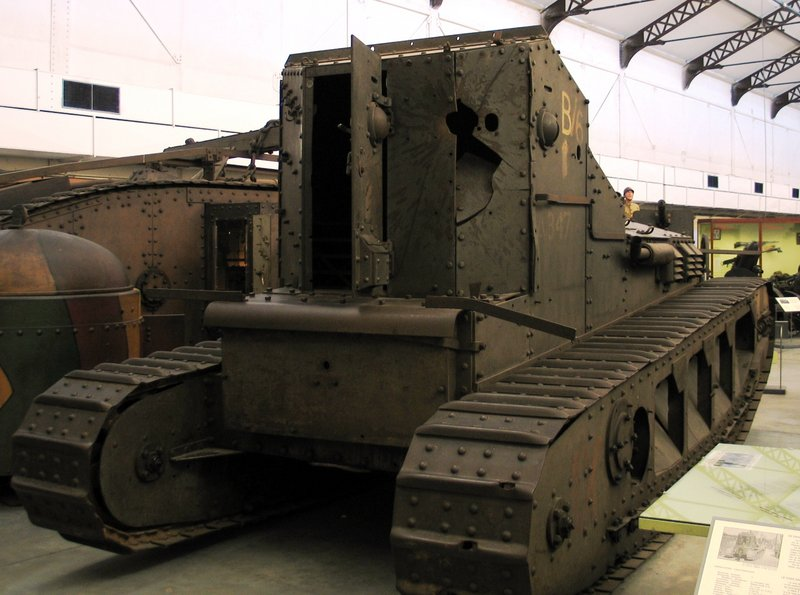
Achterzijde van dezelfde Mark A Whippet. Bemerk de inslag. (29 jan 2005)

Het enige echt lichte aan de tank was zijn bewapening. Om de productie te versnellen was de oorspronkelijke koepel al op het prototype weer weggelaten. Daar de tank als "achtervolger" van een verslagen vijand geen loopgraven hoefde te bedwingen, waren de rupsbanden vrij laag geplaatst, heel anders dan bij de Mark I. De kleine min of meer achthoekige gevechtsruimte torende dus al boven de platte motorbak uit. Een zeer dure koepel werd zo bij nader inzien overbodig geacht. In plaats daarvan bracht men in de opbouw vier Hotchkiss 7,92 mm machinegeweren aan: één aan de voorkant, links van de chauffeur; één aan de achterkant, rechts in de toegangsdeur; en één in iedere zijkant. Aangezien het totaal aantal manschappen slechts drie bedroeg, was er naast commandant en chauffeur echter maar één man beschikbaar om die vier wapens te bedienen. Soms werd daarom een vierde man erbij gepropt, maar meestal het achterste machinegeweer weggelaten.

## Operationele geschiedenis
De eerste serie-exemplaren werden in feite pas voltooid in oktober 1917. Bij deze was de benzinetank verplaatst van de achterkant naar de neus van het voertuig. Het Tankbataljon F nam op 14 december de eerste twee voertuigen in dienst. Maart 1918 waren ze in wat ruimer aantal beschikbaar, net op tijd om het grote Duitse voorjaarsoffensief te kunnen helpen keren. De eerste inzet vond plaats op 26 maart bij Colinchamps, toen twaalf Whippets twee hele oprukkende Duitse infanteriebataljons weer terugdreven. De tank was voor dit soort bewegingsoorlog veel beter geschikt dan de veel te trage zware Britse tanks.
Op 24 april werd de tank berucht bij de Duitse troepen. De Mark A's waren in die tijd als extra "X-compagnie" toegevoegd aan de twee zware tankbataljons die op het lichtere type gingen overschakelen. Die dagen dekten de tanks de aftocht van de infanterie-eenheden. Een verkenningsvliegtuig nam waar dat twee Duitse bataljons zich in de buurt van Cachy verzamelden om de Britse 58e Divisie aan te vallen. Een X-compagnie van zeven Whippets werd erop afgestuurd om de vijand uit elkaar te drijven. De Duitsers waren niet bedacht op zulke snelle machines. Opeengehoopt in hun verzamelpunt werden ze door de aanval verrast. De tanks reden eerst dwars door - of over - de vijand heen en draaiden na een kilometer om, de in paniek terugvallende soldaten weer tegemoet. Deze procedure werd een aantal keren herhaald tot allen waren verjaagd of uitgemoord. Na afloop borgen de Britten ruim 400 lijken. Deze actie viel in tijd samen met de eerste tankslag, iets noordelijker bij Villers-Bretonneux. Eén Whippet genoot de twijfelachtige eer om even later bij het tweede tankgevecht uit de geschiedenis door een Duitse A7V te worden uitgeschakeld.
De Duitsers maakten echter ook zelf van de tank gebruik in een compagnie met Beutepanzer A.

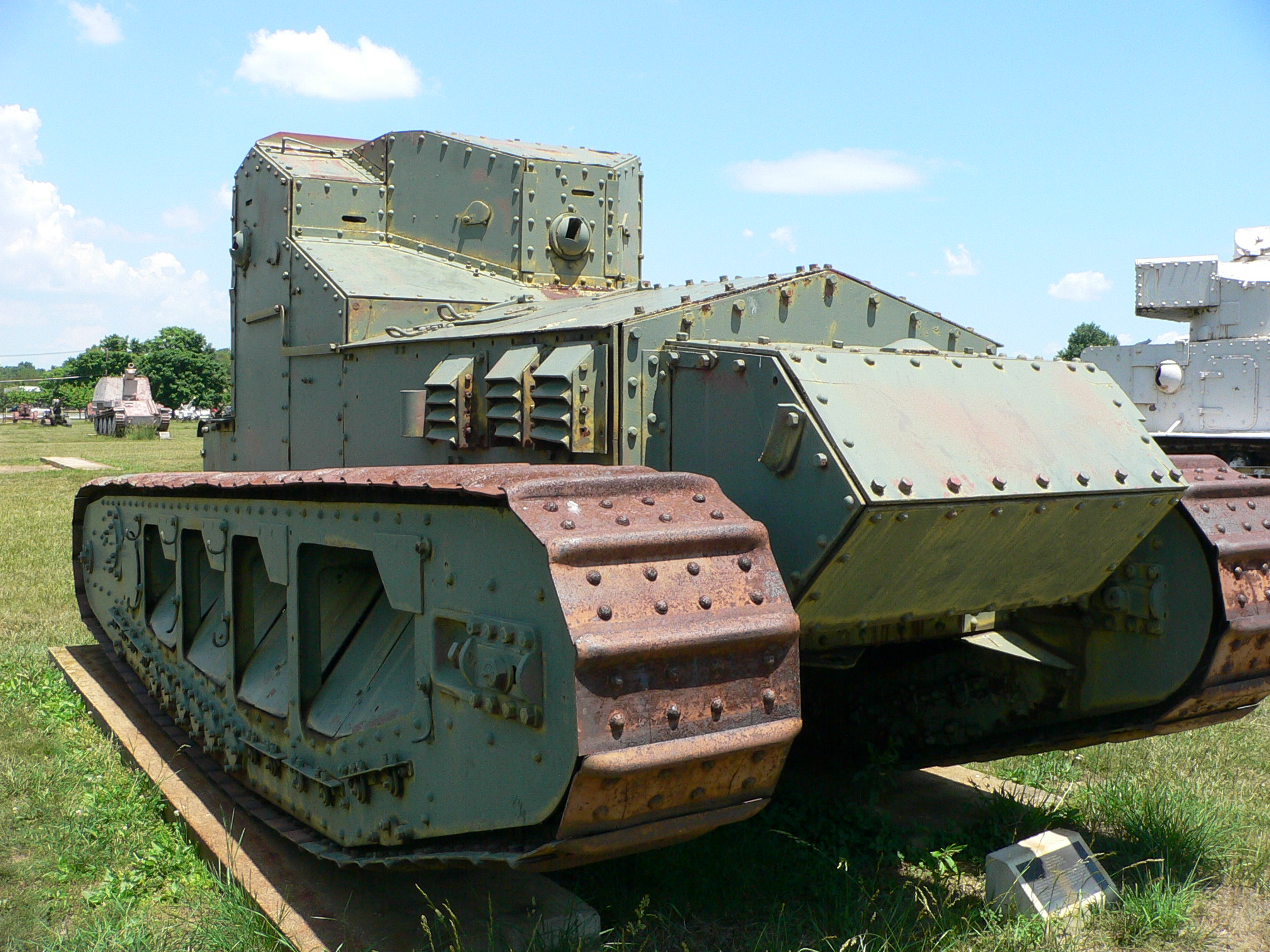
De Whippet in Aberdeen, Maryland

Oorspronkelijk was het de bedoeling om vijf Whippet Tankbattalions (Light) met ieder 36 tanks op te richten: ook het Negende en Twaalfde Tankbataljon moesten overschakelen en er zou een geheel nieuw 17e Bataljon opgericht worden. Door de verwarring die het Duitse voorjaarsoffensief ten gevolge had, werden deze plannen helemaal omgegooid: het Negende werd met de Mark V uitgerust, het Twaalfde (opnieuw) met de Mark IV en het 17e met surplus Austin pantserwagens die bedoeld waren geweest voor Rusland. Voor het grote offensief van het Gemenebest bij Amiens op 8 augustus was dus alleen de Derde Tankbrigade helemaal op Whippets overgeschakeld, maar nu met tweemaal 48 stuks (in zijn Derde en Zesde Tankbataljon). Diezelfde dag al drongen Whippets dood en verderf zaaiend tot diep in de Duitse achterhoede door. Na de hierop volgende ineenstorting van het Duitse leger kwam de tank helemaal goed tot zijn recht. Toch werd besloten geen verdere exemplaren te bestellen. De volgende order van 185 was voor de heel andere Mark B, die ondanks zijn ouderwetse uiterlijk met parallellogramvormige zijkanten wel nog steeds de naam "Whippet" behield - in 1918 werd het mode om iedere lichte tank een whippet te noemen, zelfs de FT-17. Van deze Medium Mark B werden er 102 daadwerkelijk gebouwd; en 50 (uit een oorspronkelijke bestelling van 600) van de sterk gelijkende Tank, Medium, Mark C met de bijnaam Hornet, die tot 1925 in dienst bleef.
In 1918 voorzag Tank Corps Central Workshops in Frankrijk onder leiding van Majoor Philip Johnson bij wijze van experiment de ophanging van een Whippet van bladveren (daarvóór was de tank volledig ongeveerd) en ook werden diens beide motoren vervangen door een enkelvoudige zeer krachtige 360 pk Rolls-Royce Eagle V 12-vliegtuigmotor en de transmissie door die van een zware Mark V-tank. De maximumsnelheid steeg naar een opmerkelijke 50 km/u. Na de oorlog kreeg kolonel Johnson de kans om zijn ideeën uit te werken tot een geheel nieuw type: de snelle Medium D. Nadat een kwart miljoen pond aan onderzoekskosten was uitgegeven, werd het project in 1924 stilgelegd.
Na de oorlog gingen de meeste Mark A's naar de schroothandel. Enkele exemplaren deden dienst in Ierland tijdens de onlusten die de opmaak waren tot de Ierse Burgeroorlog. Eén, HMLS Union, werd er naar Zuid-Afrika gestuurd om stakingen te breken. Een klein aantal (wellicht zes) werd verkocht aan Japan. Zeventien (en een paar Mark B's) werden er in 1919 naar de expeditielegers in Rusland gestuurd om tegen het Rode Leger te vechten. Dat maakte er twaalf buit en had deze gedurende de jaren twintig in gebruik onder de naam "Tjeilor", de naam die op het motorplaatje stond. Ook de Sovjets classificeerden de tank als "srednij", dus middelzwaar. Een van deze machines werd uitgerust met een 37 mm Puteaux kanon dat kennelijk uit een buitgemaakte FT-17 gehaald was.
Tegenwoordig bevinden zich nog exemplaren in het Ordnance Museum in het Amerikaanse Aberdeen (Maryland); in het RAC Tank Museum te Kamp Bovington (Dorset); in het Base Borden Museum te Borden (Ontario); in het Armour College te Pretoria (Transvaal) (de bovengenoemde HMLS Union) en in het Koninklijk Legermuseum te Brussel. De laatste exemplaren van de Medium B en C zijn echter in 1940 uit het Britse museum gehaald om hun pantserstaal te winnen.
Vaak wordt er beweerd dat de Duitse Leichter Kampfwagen II een kopie zou zijn geweest van de Whippet. Inderdaad lijkt het Duitse voertuig qua algemene indeling sterk op het Britse, maar dat is slechts het gevolg van een toevallig overeenkomende ontwerpbeslissing om vrachtwagenmotoren te gebruiken. De Duitse tank komt immers voort uit de Leichter Kampfwagen I, die werd ontwikkeld toen de Whippet nog niet op het slagveld was verschenen.